# Фильм о любви
«Фильм о любви» (венг. Szerelmesfilm) — венгерский драматический фильм 1970 года сценариста и режиссёра Иштвана Сабо. Он был выбран в качестве кандидата от Венгрии в категории «Лучший фильм на иностранном языке» на 43-й церемонии вручения премии «Оскар», но не попал в число номинантов.

## Сюжет
Монтаж и ход фильма нелинейны и имеют постоянные переходы во времени.
Янчи и Ката дружат с детства, пришедшееся на годы войны. Когда им было по шесть лет, умер отец Янчи, и семья Кати принимает мальчика к себе в дом. Ката и Янчи проводят вместе много времени, вместе растут, переживают первую любовь. Они продолжают называть свои отношения или даже представляют друг друга своим друзьям как «как мой брат» и «как моя сестра». В 1956 году после советского вторжения Ката уезжает за границу. Через 10 лет Янчи едет на юг Франции, чтобы встретиться со своей юношеской любовью, а в пути вспоминает годы, проведённые вместе. Воссоединившись уже взрослыми, молодые люди не уверены, останутся ли они в жизни друг друга.
Позднее, обращаясь напрямую к зрителям, Янчи заканчивает историю: они поженились и живут долго и счастливо. Но не друг с другом.

## В ролях
- Андраш Балинт — Янчи
  - Андраш Шамосфалви — Янчи в детстве
- Юдит Халас — Ката
  - Эдит Келемен — Ката в детстве
- Рита Бекеш — Клара
- Эржебет Миалковски — мать Кати (озвучивает Мари Шемеш)
- Эрика Кунсенти — Ютка
- Петер Хусти — Балинт
- Люцина Винницкая — Агнес (озвучивает Ева Рутткаи)
- Матьяш Эрши — школьник
- Флора Кадар — женщина

## Восприятие
Венгерские критики того времени встретили фильм неоднозначно. Иногда они находили его экспансивным, иногда слишком субъективным, иногда чрезмерно эмоциональным.
Василий Степанов в своей рецензии 2013 года отмечал: «Сабо, который вскоре перейдёт к более традиционным нарративным структурам, в „Фильме о любви“ вторит своему Янчи, идет за его ассоциациями, экспрессионистски монтируя не сюжет фильма, а сознание героя».
Die Welt   рассматривает ранние фильмы Сабо «Пора мечтаний», «Отец» и «Фильм о любви»  как трилогию, в которой он разбирается с иллюзиями своего поколения.  Они  посвящены исследованию  режиссёра личности и самовосприятия его главных героев.